# سلطان العنزي (لاعب كرة قدم سعودي)
سلطان عبد الرحمن العنزي (مواليد 26 أبريل 2001) هو لاعب كرة قدم سعودي يلعب في نادي اللواء و لعب سابقاً مع منتخب السعودية تحت 20 سنة.

## مسيرة اللاعب
مثل نادي القيصومة في الفئات السنية والفريق الأول في دوري الدرجة الأولى ودوري الدرجة الثانية و مثل منتخب السعودية تحت 20 سنة و وقع عقد لمدة 4 سنوات مع نادي النصر بداية من موسم 2020-2021. و أعير إلى نادي القيصومة في عام 2022-2023 ولعب بعدها مع نادي اللواء.